# Sticherus monticola
Sticherus monticola là một loài dương xỉ trong họ Gleicheniaceae. Loài này được Ridl. Nakai mô tả khoa học đầu tiên năm 1950.
Danh pháp khoa học của loài này chưa được làm sáng tỏ. 